# Divisió d'Aligarh
La divisió d'Aligarh és una unitat administrativa de l'Índia a Uttar Pradesh, centrada a Aligarh i formada per quatre districtes:
- Districte d'Aligarh
- Districte d'Etah
- Districte de Mahamayanagar
- Districte de Kanshiram Nagar

Es va crear el 2008 i anteriorment era part de la divisió d'Agra. El districte de Kanshiram Nagar es va crear al formar-se la divisió.